# شهرستان استاروگارد
شهرستان استاروگارد (به لهستانی: powiat starogardzki) یکی از واحدهای تقسیمات کشوری و دولت محلی در استان پومرانی در شمال لهستان است. نام آن ترکیبی از دو عبارت stari با ریشهٔ اسلاو به معنی کهن و gard به معنی شهر است. این شهرستان در آغاز سال ۱۹۹۹ و پس از اصلاحات تقسیمات کشوری لهستان در ۱۹۹۸ تأسیس شد. بزرگترین شهر و مرکز آن، استاروگارد گدانسکی است که ۴۵ کیلومتر با گدانسک فاصله دارد. سه شهر دیگر این شهرستان اسکارشوه، اسکورچ و چارنا وودا هستند.
مساحت این شهرستان ۱٬۳۴۵٫۲۸ کیلومتر مربع است. جمعیت آن تا سال ۲۰۰۶ برابر ۱۲۱٬۹۶۳ نفر می‌باشد که ۴۸٬۱۳۶ نفر در استاروگارد گدانسکی، ۶٬۸۲۴ نفر در اسکارشوه، ۳٬۵۱۲ نفر در اسکورچ و ۳٬۱۸۲ نفر در چارنا وودا ساکن هستند.

## تقسیمات کشوری
این شهرستان به ۱۳ گمینا (سه شهری، یک شهری-روستایی و نه روستایی) تقسیم می‌شود که در جدول زیر فهرست شده‌اند:
| گمینا                     | نوع            | مساحت (km²) | جمعیت (۲۰۰۶) | مرکز                |
| ------------------------- | -------------- | ----------- | ------------ | ------------------- |
| استاروگارد گدانسکی        | شهری           | ۲۵٫۳        | ۴۸٬۱۳۶       |                     |
| گمینا اسکارشوه            | شهری - روستایی | ۱۶۹٫۸       | ۱۴٬۰۱۸       | اسکارشوه            |
| گمینا استاروگارد گدانسکی  | روستایی        | ۱۹۶٫۲       | ۱۳٬۶۷۶       | استاروگارد گدانسکی* |
| گمینا زبلوو               | روستایی        | ۱۳۸٫۰       | ۱۰٬۷۶۷       | زبلوو               |
| گمینا لوبیخووو            | روستایی        | ۶۱٫۰        | ۵٬۶۲۷        | لوبیخووو            |
| گمینا اسمتوو گرانیچنه     | روستایی        | ۸۶٫۱        | ۵٬۲۶۳        | اسمتووگرانیچنه      |
| گمینا کالینسکا            | روستایی        | ۱۱۰٫۴       | ۵٬۱۵۰        | کالینسکا            |
| گمینا اسکورچ              | روستایی        | ۹۶٫۶        | ۴٬۵۶۷        | اسکورچ*             |
| اسکورچ                    | شهری           | ۳٫۷         | ۳٬۵۱۲        |                     |
| چارنا وودا                | شهری           | ۲۷٫۸        | ۳٬۱۸۲        |                     |
| گمیننا بوبووو             | روستایی        | ۵۱٫۷        | ۲٬۸۵۳        | بوبووو              |
| گمینا اوسیچنا             | روستایی        | ۱۲۳٫۳       | ۲٬۷۹۶        | اوسیچنا             |
| گمینا اوسیک               | روستایی        | ۱۵۵٫۶       | ۲٬۴۱۶        | اوسیک               |
| * مرکز جزئی از گمینا نیست |                |             |              |                     |